# Hunasodu, Shimoga
Hunasodu là một làng thuộc tehsil Shimoga, huyện Shimoga, bang Karnataka, Ấn Độ.